# Kjahtai járás

A Kjahtai járás Burjátföldön

A Kjahtai járás (oroszul Кяхтинский район, burját nyelven Хяагтын аймаг) Oroszország egyik járása a Burját Köztársaságban, székhelye Kjahta város.

## Népesség
- 2002-ben 40 673 lakosa volt, akik közül 29 383 orosz, 9 629 burját, 495 tatár, 281 ukrán.
- 2010-ben 39 785 lakosa volt, melyből 28 456 orosz, 9 167 burját, 544 tatár, 137 ukrán, 80 csuvas, 77 örmény, 75 baskír, 51 kazah, 49 mari, 41 mordvin, 39 udmurt, 38 fehérorosz, 35 kirgiz, 35 mongol, 35 üzbég, 28 avar, 21 német, 20 azeri stb.